# (5844) 1986 UQ
(5844) 1986 UQ (1986 UQ, 1976 JZ10, 1989 TF1) — астероїд головного поясу.
Тіссеранів параметр щодо Юпітера — 3,722.